# Same-origin policy
La same-origin policy (ou politique de même origine) est une méthode de contrôle utilisée par les navigateurs web pour pallier certains problèmes de sécurité.

## Principe
On entend par « origine » la combinaison d'un protocole, un hôte et d'un numéro de port. Le navigateur isole les différents documents en fonction de leur origine et, en théorie, il n'est pas possible d'accéder à un contenu d'une origine A depuis l'origine B.
Il n'existe pas une politique de même origine mais plusieurs solutions différentes qui se combinent pour répondre à ce besoin et sont implémentées par les navigateurs modernes.